# Grand Prix van Zwitserland 1946
De Grand Prix van Zwitserland met als officiële naam "I Grand Prix des nations" was een autorace gehouden op een stratencircuit in Genève op 21 juli 1946.
De finaledeelnemers en hun startposities werden bepaald op basis van de voorronderesultaten.

## Uitslagen

### Voorronde 1
Vet weergegeven rijders gaan door naar de finale
| Pos | Nr | Rijder                          | Team                  | Auto           | Ronden | Tijd/Opgave | Startplaats |
| --- | -- | ------------------------------- | --------------------- | -------------- | ------ | ----------- | ----------- |
| 1   | 18 | Jean-Pierre Wimille             | Alfa Corse            | Alfa Romeo 158 | 32     | 59:45.5     | 1           |
| 2   | 20 | Achille Varzi                   | Alfa Corse            | Alfa Romeo 158 | 32     | +48.0       |             |
| 3   | 24 | Luigi Villoresi                 | Scuderia Milano       | Maserati 4CL   | 32     | +51.0       |             |
| 4   | 4  | Reg Parnell                     | Privé inschrijving    | Maserati 4CL   | 31     | +1 ronde    |             |
| 5   | 2  | Bhirabongse Bhanudej Bhanubandh | Privé inschrijving    | ERA B          | 30     | +2 rondes   |             |
| 6   | 22 | Raymond Sommer                  | Scuderia Milano       | Maserati 4CL   | 30     | +2 rondes   |             |
| 7   | 8  | George Bainbridge               | Privé inschrijving    | ERA B          | 29     | +3 rondes   |             |
| 8   | 10 | Jules Raphaël Bethenod          | Ecurie Naphtra Course | Maserati 4CL   | 29     | +3 rondes   |             |
| DNF | 6  | Peter Whitehead                 | Privé inschrijving    | ERA B          | 28     | motor       |             |
| DNF | 14 | Josef Vojlectovsky              | Privé inschrijving    | Maserati 6CM   | 28     | bougies     |             |
| 9   | 16 | Eric Verkade                    | Ecurie Autosport      | Talbot 700     | 28     | +4 rondes   |             |

- Polepositie : Jean-Pierre Wimille, 1:37.5
- Snelste ronde : Jean-Pierre Wimille, 1:47.2

### Voorronde 2
Vet weergegeven rijders gaan door naar de finale
| Pos | Nr | Rijder                        | Team                        | Auto           | Ronden | Tijd/Opgave | Startplaats |
| --- | -- | ----------------------------- | --------------------------- | -------------- | ------ | ----------- | ----------- |
| 1   | 42 | Giuseppe Farina               | Alfa Corse                  | Alfa Romeo 158 | 32     | 56:17.2     | 1           |
| 2   | 44 | Carlo Felice Trossi           | Alfa Corse                  | Alfa Romeo 158 | 32     | +33.0       |             |
| 3   | 46 | Tazio Nuvolari                | Scuderia Milano             | Maserati 4CL   | 32     | +1:11.0     |             |
| 4   | 38 | Toulo de Graffenried          | Ecurie Autosport            | Maserati 4CL   | 31     | +1 ronde    |             |
| 5   | 34 | Raymond Mays                  | ERA                         | ERA D          | 31     | +1 ronde    |             |
| 6   | 26 | George Abecassis              | Privé inschrijving          | Alta           | 31     | +1 ronde    |             |
| 7   | 36 | Ian Connell                   | Privé inschrijving          | ERA B          | 30     | +2 rondes   |             |
| 8   | 52 | David Hampshire               | Privé inschrijving          | Delage 15S8    | 30     | +2 rondes   |             |
| 9   | 28 | Bob Gerard                    | Privé inschrijving          | ERA B          | 28     | +4 rondes   |             |
| 10  | 30 | Verenigde Staten Harry Schell | Écurie Lucy O'Reilly Schell | Maserati 6CM   | 27     | +5 rondes   |             |
| DNF | 32 | Max Christen                  | Privé inschrijving          | Maserati 6CM   | 25     |             |             |
| DNF | 54 | Leslie Brooke                 | ERA                         | ERA B          | 22     | remmen      |             |

- Polepositie : Giuseppe Farina, 1:38.3
- Snelste ronde : Giuseppe Farina, 1:42.3

### Finale
| Pos | Nr | Rijder                          | Team               | Auto           | Ronden | Tijd/Opgave | Startplaats |
| --- | -- | ------------------------------- | ------------------ | -------------- | ------ | ----------- | ----------- |
| 1   | 42 | Giuseppe Farina                 | Alfa Corse         | Alfa Romeo 158 | 44     | 1:15:49.4   | 1           |
| 2   | 44 | Carlo Felice Trossi             | Alfa Corse         | Alfa Romeo 158 | 44     | +1:11.5     | 3           |
| 3   | 18 | Jean-Pierre Wimille             | Alfa Corse         | Alfa Romeo 158 | 43     | +1 ronde    | 2           |
| 4   | 46 | Tazio Nuvolari                  | Scuderia Milano    | Maserati 4CL   | 42     | +2 rondes   | 5           |
| 5   | 38 | Toulo de Graffenried            | Ecurie Autosport   | Maserati 4CL   | 42     | +2 rondes   | 7           |
| 6   | 2  | Bhirabongse Bhanudej Bhanubandh | Privé inschrijving | ERA B          | 42     | +2 rondes   | 10          |
| 7   | 20 | Achille Varzi                   | Alfa Corse         | Alfa Romeo 158 | 38     | +6 rondes   | 4           |
| 8   | 22 | Raymond Sommer                  | Scuderia Milano    | Maserati 4CL   | 36     | +8 rondes   | 11          |
| DNF | 34 | Raymond Mays                    | ERA                | ERA D          | 38     | brandstof   | 9           |
| DNF | 26 | George Abecassis                | Privé inschrijving | Alta           | 23     | carburateur | 12          |
| DNF | 4  | Reg Parnell                     | Privé inschrijving | Maserati 4CL   | 1      | ongeval     | 8           |
| DNF | 24 | Luigi Villoresi                 | Scuderia Milano    | Maserati 4CL   | 1      | ongeval     | 6           |

1934 · 1935 · 1936 · 1937 · 1938 · 1939 · 1946 · 1947 · 1948 · 1949 · 1950 · 1951 · 1952 · 1953 · 1954 · 1975 · 1982